# Dave Calhoun
David Lee "Dave" Calhoun, född 18 april 1957, är en amerikansk företagsledare som var senast president och VD för flygplanstillverkaren The Boeing Company. Han är också ledamot i koncernstyrelsen för anläggningsmaskintillverkaren Caterpillar sedan 2011, mellan den 1 april 2017 och den 18 december 2018 var Calhoun också styrelseordförande.
Calhoun avlade 1979 en examen i redovisning vid Virginia Polytechnic Institute and State University. Efter det fick han anställning hos General Electric och arbetade upp sig inom hierarkin och fick leda flera av GE:s dotterbolag fram tills 2006. De sista två åren var han även vice styrelseordförande för koncernstyrelsen. Han gick vidare och har arbetat för The Nielsen Company, Nielsen Holdings samt Blackstone Group. I oktober 2019 blev Boeings dåvarande styrelseordförande och VD Dennis A. Muilenburg av med styrelseordförandeposten i förmån av Calhoun. Den 23 december lämnade Muilenberg helt och blev ersatt temporärt av den dåvarande finansdirektören Greg Smith, det meddelades samtidigt att Calhoun skulle bli ny VD för Boeing från och med den 13 januari 2020. Samma dag offentliggjorde Boeing också att Calhoun skulle avsäga sig styrelseordförandeposten i förmån av Larry Kellner. I januari 2020 avsade han sin post som styrelseordförande för Gates Industrial.